# State Grid Corporation of China
State Grid Corporation of China (кит.: 国家电网 — Державна електромережа) — китайська електромережева компанія, яка є найбільшою в даній галузі в світі. Компанія займає 2 місце в списку найбільших компаній світу Fortune Global 500 2015 .

## Історія
Компанія створена в 2002 указом Держради КНР.
У 2010 почала здійснення гідроенергетичного проекту в Малайзії, штат Саравак, загальний обсяг інвестицій якого був запланований на рівні $ 11 млрд .
У 2011 підписано угоду з російським електромережним оператором про будівництво транскордонних мереж в Амурській області для імпорту електроенергії з Росії. 
У 2012 придбала електромережеві активи в Бразилії у іспанської Actividades de Construcción y Servicios SA за $ 531 млн грошима і погашення $ 411 млн боргів компанії.
У жовтні 2012 в Нігерії в складі консорціуму з місцевим інвестором компанія набуває за $ 132 млн 51% акцій Geregu Power Generating Company, потужності якої складають 414 МВт.

## Компанія сьогодні

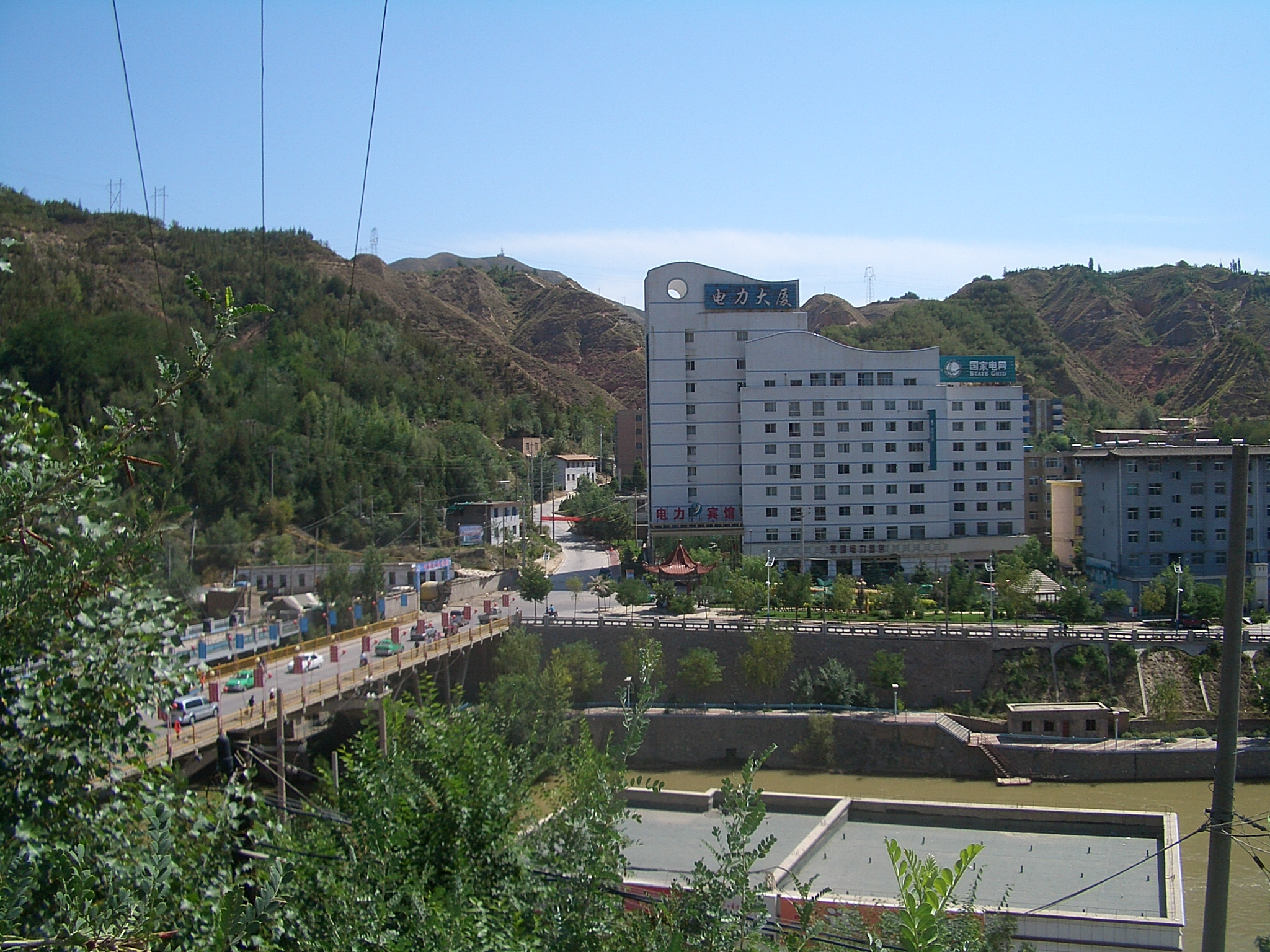
Офіс компанії в Лінься-Хуейському автономному окрузі

Компанія більшою мірою спеціалізується на будівництві і експлуатації електричних мереж, як в самому Китаї, так і за кордоном (Філіппіни, Бразилія) . На внутрішньому ринку володіє монопольним статусом в області транспортування і реалізації електроенергії.